# カルロス・ヘルナンデス (右投手)
- カルロス・エルナンデス

カルロス・エドゥアルド・ヘルナンデス（Carlos Eduardo Hernández、1997年3月11日 - ）は、ベネズエラのボリーバル州グアヤナ出身のプロ野球選手（投手）。右投右打。MLBのデトロイト・タイガース所属。

## 経歴

### プロ入りとロイヤルズ時代
2016年7月19日に国際フリーエージェントでカンザスシティ・ロイヤルズと契約金1.5万ドルで契約してプロ入り。
2017年ルーキー級パイオニアリーグのバーリントン・ロイヤルズでプロデビュー。この年は12試合（うち先発11）に登板し、1勝4敗、防御率5.49を記録した。
2018年はA級レキシントン・レジェンズで15試合に先発登板し、6勝5敗、防御率3.29を記録した。
2019年はスプリングトレーニングで肋骨を疲労骨折し、初登板が6月に遅れた。ルーキー級アリゾナリーグ・ロイヤルズ、ルーキー級バーリントン、A級レキシントンの3チーム合計で15試合に先発登板し、3勝5敗、防御率5.31を記録した。シーズン終了後の11月20日にルール・ファイブ・ドラフトでの流出を防ぐためにメジャー契約を結び、40人枠に追加した。
2020年は3月にA+級ウィルミントン・ブルーロックスに配属されたが、新型コロナウイルスの感染拡大のためマイナーリーグが開催中止となったため、T-ボーンズ・スタジアムで行われたロイヤルズのトレーニングサイトで練習を重ねた。9月1日にメジャー昇格し、同日に行われたクリーブランド・インディアンス戦で救援登板してメジャーデビュー。3.2回を投げて無失点に抑えた。この年はメジャーで5試合（先発3試合）に登板して0勝1敗、防御率4.91、13奪三振を記録した。
2021年は前半に2回のマイナー落ちを経験したが、7月下旬からは先発ローテーションに定着し、24試合（先発11試合）に登板して6勝2敗、防御率3.68の成績を記録した。
2022年は27試合（先発7試合）に登板したが、0勝5敗1ホールドとプロ入り以来初の未勝利に終わった。また、防御率も7.39と大幅に悪化した。
2023年はシーズン開幕前の3月に開催された第5回WBCのベネズエラ代表に選出された。このシーズンからは中継ぎに転向した。8月1日に本拠地カウフマン・スタジアムで行われた交流戦のニューヨーク・メッツ戦にてニック・ウィットグレンの後を受けて、6番手で登板。この試合では1回を投げてフランシスコ・アルバレスに勝ち越しとなる2点本塁打を浴びるなど自身の役割は果たせかったものの、チームがその裏にボビー・ウィット・ジュニアとMJ・メレンデスのタイムリーで同点に追いついた後、2死満塁からマイケル・マッシーの打席で相手投手のジョシュ・ウォーカーがこの年から導入されたピッチクロック違反を犯したことにより、『サヨナラボーク』となって逆転サヨナラ勝ちをおさめた為、2年ぶりに勝利投手となった。ただ、勝星はこの1勝のみに終わった。最終成績は67試合（先発4試合）に登板して1勝10敗と2年連続の負け越しとなったものの、防御率は5.27と前年より良化した。また、プロ初セーブを含む4セーブ17ホールドを記録した。
2024年は27試合に登板して0勝1敗1ホールドを記録した一方で、防御率は自身最高となる3.30を記録した。

### フィリーズ時代
2025年3月23日にウェイバー公示を経て、フィラデルフィア・フィリーズへ移籍した。しかし、6月11日にマイケル・メルカドの復帰に伴って、DFAとなった。フィリーズでは25試合に登板して1勝と1ホールドを記録したものの、防御率は5.26とあまり良い成績とはいえなかった。

### タイガース時代
2025年6月16日にウェイバー公示を経て、デトロイト・タイガースに移籍した。移籍後は、前日DFAとなったジョン・ブレッビアと入れ替わる形で40人枠入りした。

## 選手としての特徴
| 球種           | 割合 | 平均球速 | 平均球速 | 最高球速 | 最高球速 |
| 球種           | %    | mph      | km/h     | mph      | km/h     |
| -------------- | ---- | -------- | -------- | -------- | -------- |
| フォーシーム   | 48.5 | 97.1     | 156.3    | 100.9    | 162.4    |
| カーブ         | 18.6 | 81.7     | 131.5    | 86.2     | 138.7    |
| スライダー     | 16.3 | 85.3     | 137.3    | 89.1     | 143.4    |
| チェンジアップ | 9.2  | 86.5     | 139.2    | 91.3     | 146.9    |
| シンカー       | 7.3  | 97.4     | 156.8    | 100.2    | 161.3    |

平均97.1mph（約156.3km/h）のフォーシームが投球の約半分を占める。変化球はカーブとスライダーが中心で、稀にチェンジアップを投げる。
直球の最速は、2023 ワールド・ベースボール・クラシックのアメリカ戦で計測した101.5mph（約163.3km/h）。

## 詳細情報

### 年度別投手成績
| 年 度    | 球 団    | 登 板 | 先 発 | 完 投 | 完 封 | 無 四 球 | 勝 利 | 敗 戦 | セ 丨 ブ | ホ 丨 ル ド | 勝 率 | 打 者 | 投 球 回 | 被 安 打 | 被 本 塁 打 | 与 四 球 | 敬 遠 | 与 死 球 | 奪 三 振 | 暴 投 | ボ 丨 ク | 失 点 | 自 責 点 | 防 御 率 | W H I P |
| -------- | -------- | ----- | ----- | ----- | ----- | -------- | ----- | ----- | -------- | ----------- | ----- | ----- | -------- | -------- | ----------- | -------- | ----- | -------- | -------- | ----- | -------- | ----- | -------- | -------- | ------- |
| 2020     | KC       | 5     | 3     | 0     | 0     | 0        | 0     | 1     | 0        | 0           | .000  | 67    | 14.2     | 19       | 4           | 6        | 0     | 1        | 13       | 0     | 0        | 9     | 8        | 4.91     | 1.71    |
| 2021     | KC       | 24    | 11    | 0     | 0     | 0        | 6     | 2     | 0        | 0           | .750  | 358   | 85.2     | 69       | 7           | 41       | 1     | 4        | 74       | 6     | 1        | 36    | 35       | 3.68     | 1.28    |
| 2022     | KC       | 27    | 7     | 0     | 0     | 0        | 0     | 5     | 0        | 1           | .000  | 266   | 56.0     | 72       | 7           | 31       | 1     | 1        | 35       | 3     | 0        | 48    | 46       | 7.39     | 1.84    |
| 2023     | KC       | 67    | 4     | 0     | 0     | 0        | 1     | 10    | 4        | 17          | .091  | 300   | 70.0     | 62       | 10          | 31       | 1     | 1        | 77       | 5     | 2        | 43    | 41       | 5.27     | 1.33    |
| 2024     | KC       | 27    | 0     | 0     | 0     | 0        | 0     | 1     | 0        | 1           | .000  | 129   | 30.0     | 24       | 1           | 16       | 0     | 1        | 27       | 1     | 0        | 14    | 11       | 3.30     | 1.33    |
| 2025     | PHI      | 25    | 0     | 0     | 0     | 0        | 1     | 0     | 0        | 1           | 1.000 | 123   | 25.2     | 32       | 4           | 13       | 1     | 2        | 23       | 1     | 0        | 16    | 15       | 5.26     | 1.75    |
| MLB：5年 | MLB：5年 | 150   | 25    | 0     | 0     | 0        | 7     | 19    | 4        | 19          | .269  | 1120  | 256.1    | 246      | 29          | 125      | 3     | 8        | 226      | 15    | 3        | 150   | 141      | 4.95     | 1.45    |

- 2024年度シーズン終了時

### WBCでの投手成績
| 年 度 | 代 表      | 登 板 | 先 発 | 勝 利 | 敗 戦 | セ ｜ ブ | 打 者 | 投 球 回 | 被 安 打 | 被 本 塁 打 | 与 四 球 | 敬 遠 | 与 死 球 | 奪 三 振 | 暴 投 | ボ ｜ ク | 失 点 | 自 責 点 | 防 御 率 |
| ----- | ---------- | ----- | ----- | ----- | ----- | -------- | ----- | -------- | -------- | ----------- | -------- | ----- | -------- | -------- | ----- | -------- | ----- | -------- | -------- |
| 2023  | ベネズエラ | 2     | 0     | 0     | 0     | 0        | 11    | 2.2      | 3        | 0           | 0        | 0     | 0        | 5        | 0     | 0        | 0     | 0        | 0.00     |

### 年度別守備成績
| 年 度 | 球 団 | 投手（P） | 投手（P） | 投手（P） | 投手（P） | 投手（P） | 投手（P） |
| 年 度 | 球 団 | 試 合     | 刺 殺     | 補 殺     | 失 策     | 併 殺     | 守 備 率  |
| ----- | ----- | --------- | --------- | --------- | --------- | --------- | --------- |
| 2020  | KC    | 5         | 0         | 0         | 1         | 0         | .000      |
| 2021  | KC    | 24        | 4         | 8         | 1         | 2         | .923      |
| 2022  | KC    | 27        | 3         | 6         | 0         | 0         | 1.000     |
| 2023  | KC    | 67        | 0         | 6         | 0         | 0         | 1.000     |
| 2024  | KC    | 27        | 1         | 1         | 0         | 0         | 1.000     |
| MLB   | MLB   | 150       | 8         | 21        | 2         | 2         | .935      |

- 2024年度シーズン終了時

### 背番号
- 71（2020年）
- 43（2021年 - 2024年）
- 35（2025年 - 同年6月10日）

### 代表歴
- 2023 ワールド・ベースボール・クラシック・ベネズエラ代表